# Michael Bongardt
Michael Bongardt (* 4. Oktober 1959 in Bonn) ist ein deutscher Theologe, Philosoph und Hochschullehrer. Er ist seit 2016 Prorektor für Studium, Lehre und Lehrerbildung an der Universität Siegen.

## Leben
Nach einem Diplomstudium der katholischen Theologie in Bonn und München wurde Bongardt im Juni 1985 in Köln zum Priester geweiht. Als Priester in der Gemeindearbeit wirkte Bongardt von 1985 bis 1989 in verschiedenen Kölner Gemeinden. Ab 1989 war er an der katholisch-theologischen Fakultät der Universität Münster tätig. Während seines Promotionsstudium von 1989 bis 1998 wurde Bongardt 1994 mit seiner Dissertation Der Widerstand der Freiheit. Eine transzendentaldialogische Aneignung der Angstanalysen Kierkegaards zum Doktor der Theologie promoviert. Er habilitierte sich 1998 mit der Schrift Die Fraglichkeit der Offenbarung. Ernst Cassirers Philosophie als Orientierung im Dialog der Religionen. Parallel zu seiner wissenschaftlichen Arbeit bildete Bongardt sich berufsbegleitend in Gestalttherapie und Gestaltberatung aus. Anschließend an sein Promotionsstudium arbeitete Bongardt als Dekan des Ökumenischen Theologischen Studienjahrs an der Dormitio-Abtei in Jerusalem, wo er Elazar Benyoëtz kennenlernte.
Vom Dezember 2000 bis zum Dezember 2005 lehrte Bongardt als Professor für Systematische Theologie und Dogmatik am Seminar für Katholische Theologie der Freien Universität Berlin. Nach seinem Ausscheiden aus dem Priesteramt im Februar 2003 wirkte er zuerst von April 2003 bis März 2005 als Studiendekan, von April 2005 bis März 2007 als Dekan des Fachbereichs Geschichts- und Kulturwissenschaften der Freien Universität Berlin. Von 2006 bis 2015 hatte Bongardt eine Professur für vergleichende Ethik inne und war geschäftsführender Direktor des von ihm gegründeten Instituts für vergleichende Ethik der Freien Universität Berlin, das ein Studienangebot für künftige Ethiklehrerinnen und -lehrer verantwortete. Am 21. Juli 2010 wurde Bongardt zum Vizepräsidenten der Freien Universität Berlin gewählt und war bis 2014 in diesem Amt tätig. Nach der Schließung des von ihm geleiteten Instituts zum Ende des Sommersemesters 2015 wechselte er als Professor für Anthropologie, Kultur- und Religionsphilosophie sowie Vergleichende Ethik an das Institut für Philosophie der Freien Universität Berlin. Nachdem er im April 2016 zum Prorektor für Studium, Lehre und Lehrerbildung an die Universität Siegen berufen wurde, bekleidet er dort seit August 2016 eine Professur für Anthropologie, Kultur- und Sozialphilosophie am Philosophischen Seminar.

## Wirken
Bongardts Forschungsgebiet verknüpft die Grenzbereiche von Philosophie, Theologie und Kulturwissenschaften. Er veröffentlichte Monographien und zahlreiche Beiträge zur Philosophie Sören Kierkegaards und Ernst Cassirers. Als Mitherausgeber ist er editorisch an den Werken des Philosophen Hans Jonas beteiligt und veröffentlichte Bücher über den einflussreichen deutschsprachigen Aphoristiker Elazar Benyoëtz. Weitere Wirkungsfelder seiner Arbeit sind 
- Fragen des interreligiösen und interkulturellen Dialogs,
- die Transformation von Religionen unter den Bedingungen der Säkularisierung sowie
- Grundlagenprobleme der philosophischen Ethik.

In den letztgenannten Schwerpunkt fiel auch seine Beteiligung an der Berlin Graduate School Muslim Cultures and Societies, deren stellvertretender Direktor er bis 2016 war.

## Schriften
- Der Widerstand der Freiheit. Eine transzendentaldialogische Aneignung der Angstanalysen Kierkegaards. Knecht, Frankfurt am Main 1995, ISBN 978-3-7820-0727-6.
- Die Fraglichkeit der Offenbarung. Ernst Cassirers Philosophie als Orientierung im Dialog der Religionen. Verlag ratio fidei 2, Regensburg 2000, ISBN 3-7917-1694-8.
- Einführung in die Theologie der Offenbarung. Wissenschaftliche Buchgesellschaft, Darmstadt 2005, ISBN 3-534-15996-9.
- als Herausgeber: Humor – Leichtsinn der Schwermut. Zugänge zum Werk von Elazar Benyoëtz. Universitätsverlag Dr. N. Brockmneyer, Bochum 2010, ISBN 978-3-8196-0745-5.